# Invictus (poema)
Invictus es un poema breve escrito por el poeta inglés William Ernest Henley (1849-1903) en 1875. Fue publicado por primera vez en 1888 en su Libro de poemas, donde se hallaba el cuarto de una serie titulada Vida y muerte (ecos). No tenía título originalmente: las primeras ediciones contenían solo la dedicatoria A R. T. H. B.—en referencia a Robert Thomas Hamilton Bruce (1846-1899), un exitoso comerciante de harina y panadero que era mecenas de literatos–. El título de "Invictus" (invicto, inconquistable en latín) fue añadido por Arthur Quiller-Couch al incluirlo en el Oxford Book of English Verse (1900).

## Poema
Out of the night that covers me,
 Black as the pit from pole to pole,
 I thank whatever gods may be
 For my unconquerable soul. 

 In the fell clutch of circumstance
 I have not winced nor cried aloud.
 Under the bludgeonings of chance
 My head is bloody, but unbowed. 

 Beyond this place of wrath and tears
 Looms but the Horror of the shade,
 And yet the menace of the years
 Finds and shall find me unafraid. 

 It matters not how strait the gate,
 How charged with punishments the scroll,
 I am the master of my fate,
 I am the captain of my soul.
En la noche que me envuelve,
 negra, como un pozo insondable,
 le doy gracias al dios que fuere,
 Por mi alma inconquistable.

 En las garras de las circunstancias,
 no he gemido, ni he llorado.
 Bajo los golpes del destino,
 mi cabeza ensangrentada jamás se ha postrado.

 Más allá de este lugar de ira y llantos,
 acecha la oscuridad con su horror,
 Y sin embargo la amenaza de los años me halla,
 y me hallará sin temor.

 Ya no importa cuan estrecho haya sido el camino,
 ni cuantos castigos lleve mi espalda,
 Soy el amo de mi destino,
 Soy el capitán de mi alma.

## Trasfondo
A la edad de 12 años Henley fue víctima de la tuberculosis a los huesos. Años después la enfermedad había alcanzado un pie y los médicos anunciaron que la amputación por debajo de la rodilla sería la única forma de preservar su vida. En 1867 había logrado pasar con éxito el examen de entrada a la Universidad de Oxford. En 1875 escribía el poema desde una cama de hospital. A pesar de sus problemas de salud, vivió su vida de una forma activa hasta su muerte a los 53 años. Su amigo Robert Louis Stevenson basó en él su personaje del capitán Long John Silver (en español John Silver el Largo) de La isla del tesoro.

## En la cultura popular
- En la serie The Blacklist, Raymond Reddington recita este poema en el episodio 8 de la temporada 5, justo antes de que Liz vuelva a un estado consciente.
- El libro autobiográfico de Jan Valtin, La noche quedó atrás (en inglés Out of the Night) toma su título del primer verso de este poema.
- En la serie New Amsterdam, el cirujano Jefe del Departamento de Cardiología, Dr. Floyd Reynolds, siempre recita el poema como parte del ritual preoperatorio mientras se lava antes de entrar en el quirófano.
- En el libro Annie en mis pensamientos (Annie on my mind)| Nancy Garden (1982), este poema es recitado y usado cómo fuente de inspiración.
- En el filme Kings Row (1942), este poema es recitado en el clímax de la cinta.
- Invictus (1998) es el nombre de un álbum de la banda de metal Virgin Steele, en cuyas letras la influencia del poema está presente.
- Timothy McVeigh, condenado a muerte por el atentado de Oklahoma, recitó el poema como sus últimas palabras en 2001.[6]
- Invictus (2009) es una película dirigida por Clint Eastwood y protagonizada por Morgan Freeman y Matt Damon, basada en el libro El factor humano de John Carlin. Trata sobre Nelson Mandela y su uso de la Copa del Mundo de Rugby de 1995 como una oportunidad para unir a Sudáfrica.[7] El título viene de que Mandela tuvo el poema escrito en una hoja de papel durante su prisión, ayudándole a sobrellevar su encarcelamiento. En la película, Mandela le escribe el poema al capitán de la selección sudafricana, Francois Pienaar, antes del comienzo del campeonato, si bien en la realidad Mandela le dio un extracto de "The Man in the Arena", un discurso de Theodore Roosevelt.[cita requerida]
- En 2017 Lana Del Rey lanzó la canción «Lust for Life», cuya letra se inspira en este poema. En el estribillo dice Cause we're the masters of our own fate We're the captains of our own souls.